# カナダ国際連合協会
カナダ国際連合協会 (カナダこくさいれんごうきょうかい、英語:United Nations Association in Canada) は、カナダ国民に国際連合の活動と国際問題への関与を促すために1946年に設立された公益法人である。1921年に設立されたカナダ国際連盟協会を前身としている。国際連合の組織ではない。
カナダ国際連合協会は、国連を通して世界の平和と人道が実現されるよう、有識者から生徒まで幅広いカナダ人を対象にさまざまな広報、教育、会議などの活動を行っている。そのなかには模擬国連、研究成果の出版、政策提言、国連の事業でのインターンシップ、ピアソン平和メダルの授与などがある。
本部はオタワにあるが、その他の全国14の支部はボランティアらが中心となって運営している。協会への寄付は税法上の所得控除の対象となる。日本国際連合協会など90か国の同様の組織が加盟する国際連合協会世界連盟の一員である。